# Necropoli di Pedras Serradas
La necropoli di Pedras Serradas è un sito archeologico situato sulle pendici calcaree dell'omonimo rilievo, nella regione storica del Sassarese, Sardegna nord occidentale. Fa parte amministrativamente del comune di Florinas, città metropolitana di Sassari, da cui dista poco più di due chilometri. Il sito domina la piccola valle di S'Elighe Entosu che peraltro dà il nome all'omonima necropoli ubicata a poca distanza.
Il sepolcreto è formato da cinque tombe ipogeiche del tipo a domus de janas, scavate nella roccia calcarea. Si tratta di ipogei che presentano uno sviluppo planimetrico piuttosto elementare, composti da anticella e camera principale ad eccezione della Tomba I nella quale su di un lato del vano principale si apre anche una seconda celletta.